# Beijing Capital Airlines
Beijing Capital Airlines (en chino simplificado, 首都航空; pinyin, Shǒudū Hángkōng), es una aerolínea china con base en el Capital Airlines Building (首都航空大厦 Shǒudū Hángkōng Dàshà) del Aeropuerto de Pekín-Capital. Es una subsidiaria de Hainan Airlines.

## Historia
La empresa fue fundada en 1995 como Deer Jet Airlines (en chino, 金鹿航空; pinyin, Jīnlù Hángkōng). En 1998 comenzó a ofrecer servicios internacionales bajo la marca Deer Air. En octubre de 2007 recibió su primer Airbus A319 y comenzó a devolver los Boeing 737 operados anteriormente. Deer Jet comenzó a proporcionar servicios de vuelos chárter en diciembre de 2008 con una flota de A319 y jets corporativos. La aerolínea fue autorizada por la Administración de Aviación Civil de China para operar servicios aéreos regulares en 2009.
Fue dividida en dos compañías el 4 de mayo de 2010. Aunque las operaciones chárter mantuvieron la marca de Deer Jet, las operaciones regulares que utilizan aviones Airbus fueron renombradas Beijing Capital Airlines.

## Flota

### Flota Actual
A septiembre de 2024, la flota de Beijing Capital Airlines consiste de los siguientes aviones con una edad media de 10,2 años, todos los cuales son arrendados por Hainan Airlines: